# Higginsia durissima
Higginsia durissima är en svampdjursart som först beskrevs av Burton 1928. Higginsia durissima ingår i släktet Higginsia och familjen Heteroxyidae.
Artens utbredningsområde är Myanmar. Inga underarter finns listade i Catalogue of Life.